# 관훈클럽
관훈클럽은 대한민국 언론인 단체이다. 언론 연구와 친목 도모를 위한 중견 언론인 모임을 표방하고 있다. 1957년에 설립됐다. 매년 관훈 언론상과 최병우 기자 기념 국제보도상을 시상하고 있다.